# Leutenbach (Baden-Württemberg)
Leutenbach è un comune tedesco di 10 838 abitanti, situato nel land del Baden-Württemberg.